# RV
RV is een familiefilm uit 2006 onder regie van Barry Sonnenfeld. De productie had de bedenkelijke eer een Golden Raspberry Award te winnen in de categorie Worst Excuse for Family Entertainment.

## Verhaal
Bob Munro is de vader van een disfunctioneel gezin. Hij heeft een drukke baan en beseft dat hij geen band meer heeft met zijn gezin. Op een dag vertrekt hij vanuit het niets met zijn gezin met een gehuurde camper. Onderweg ontmoeten ze vreemde mensen en de camper begeeft het ook meer dan eens. Tegelijkertijd probeert Bob wanhopig de band met zijn gezin te versterken. Vooral de kinderen werken niet echt mee.

## Rolverdeling
| Acteur            | Personage        |
| ----------------- | ---------------- |
| Robin Williams    | Bob Munro        |
| Cheryl Hines      | Jamie Munro      |
| JoJo              | Cassie Munro     |
| Josh Hutcherson   | Carl Munro       |
| Jeff Daniels      | Travis Gornicke  |
| Kristin Chenoweth | Mary Jo Gornicke |
| Hunter Parrish    | Earl Gornicke    |
| Chloe Sonnenfeld  | Moon Gornicke    |
| Will Arnett       | Todd Mallory     |

## Trivia
- Carly Schroeder zou oorspronkelijke Cassie Munro spelen. Vanwege haar medewerking aan Firewall moest ze stoppen met deze film.
- De film is opgenomen op een camping in Chilliwack (Brits-Columbia) in Canada